# Riccardo della Bassa Lorena
Riccardo di Liegi (... – 973) fu Conte di Hainaut (ridotto alla contea di Mons) e Duca della Bassa Lorena (Lotaringia) (Conte di Liegi, che dopo Riccardo divenne il Principato vescovile di Liegi) dal 964, sino alla sua morte.

## Origine
Degli ascendenti di Riccardo non si hanno notizie; si conosce solo il fatto che aveva la fiducia sia dell'arcivescovo di Colonia, che era anche Duca di Lotaringia, Brunone, sia del fratello di Brunone, il re di Germania e imperatore, Ottone I di Sassonia

## Biografia
Dopo che il Conte di Hainaut, Reginardo III, nel corso del 957, si era ribellato, Brunone, grazie alla sua capacità di governo, riuscì a ristabilire la pace e secondo le Gesta Episcoporum Cameracensium Brunone esiliò Reginardo in Boemia, e la contea di Hainaut, nel 958, fu data a Goffredo; a seguito di questa ribellione seguita poi da un'altra, nel 959, secondo lo storico, Georges Poull, nel suo libro La Maison souveraine et ducale de Bar (1994), Brunone, in quello stesso anno, assunse il titolo di arciduca e divise il territorio nei ducati dell'Alta Lorena e della Bassa Lorena, designando come duca di Alta Lorena, il conte di Bar, Federico I, marito di sua nipote, Beatrice (figlia di sua sorella Edvige), mentre la Bassa Lorena, era già stata assegnata al nuovo conte di Hainaut, Goffredo.
Dopo la morte di Goffredo I, il titolo di Conte di Hainaut fu concesso da Brunone a Riccardo, come ci confermano le Gesta Episcoporum Cameracensium; Riccardo era anche conte di Mons, mentre l'Imperatore Ottone I di Sassonia aveva concesso la regione del Valenciennes ad Amalrico, conte di Valenciennes. In Bassa Lorena Brunone gli aveva affidato il potere esecutivo, e gli aveva concesso la contea di Liegi, ma non il titolo di duca: infatti Riccardo viene citato in quattro documenti degli Ottonis I diplomata, sempre col titolo di conte:
- il 2 giugno 965, nel documento n° 291 (Richarius comes)per una proprietà nella contea di Hainaut che era stata di Goffredo (terram olim Godefridus bone memorie dux noster)[7]
- il 17 gennaio 966, nel documento n° 316 (in comitatu Richarii)[8],
- il 12 febbraio 973, nel documento n° 426, assieme ad Amalrico, entrambi citati col titolo di conte (Richizonis atque Amelrici comitum)[9], e
- il 15 marzo 973, nel documento n° 428 (Richarius comes)[10].

L'ultima volta che Riccardo viene nominato in un documento è l'anno 973; molto probabilmente in quell'anno morì, poiché a Riccardo (ed Amalrico), nel titolo di Conte di Hainaut, secondo le Gesta Episcoporum Cameracensium, succedettero i fratelli Guarnieri, a Valenciennes e Rinaldo, a Mons, che secondo la Sigeberti Chronica furono uccisi in quello stesso anno.

## Matrimonio e discendenza
Di Riccardo non si conosce nessuna moglie, né si hanno notizie di eventuali discendenti.

### Letteratura storiografica
- Austin Lane Poole, Germania: Enrico I e Ottone il Grande, in «Storia del mondo medievale», vol. IV, 1999, pp. 84–111